# Yun Zi
Yun Zi (chinois : 雲子) est un panda géant mâle né le 5 août 2009 au zoo de San Diego.
Yun Zi pesait 113 grammes à la naissance. Il était le cinquième petit né de sa mère Bai Yun et le quatrième de son père Gao Gao. Yun Zi  a un demi-frère, Hua Mei, et quatre frères et sœurs à part entière, Mei Sheng, Su Lin, Zhen Zhen et Xiao Liwu. Comme ses frères et sœurs, il a été conçu par accouplement naturel. Le nom fut sélectionné parmi une liste de 6 300 noms soumis par ses fans. Il reçut son appellation officiel le 17 novembre 2009 à l'âge de 104 jours.
Yun Zi fit ses débuts publics le 7 janvier 2010, à 155 jours, et fut sevré en février 2011.
L'animal est rentré en Chine en janvier 2014. Il réside actuellement à la base de Duijiangyan (qui fait partie du Centre chinois de conservation et de recherche pour les pandas géants).